# سیلویو بانکرت
سیلویو بانکرت (انگلیسی: Silvio Bankert؛ زادهٔ ۱۳ ژوئن ۱۹۸۵) بازیکن فوتبال اهل آلمان است.
از باشگاه‌هایی که در آن بازی کرده‌است می‌توان به باشگاه فوتبال انرژی کوتبوس، باشگاه فوتبال کمنیتس، و باشگاه فوتبال ماگدبورگ ۱ اشاره کرد.